# Francesc-Lluís Bordons i Gatuelles
Francesc-Lluís Bordons i Gatuelles (Solsona?, ca 1610 – Terrassa, 1650) va ser orguener.

## Biografia
Descendent d'una família d'orgueners solsonins activa des de mitjan segle xvi (Pierre/Pere i Antoni Bordons dues generacions enrere, Josep Bordons el seu oncle i Francesc Bordons el seu pare), Francesc-Lluís Bordons està documentat només per les seves obres: acabà l'orgue de Santa Eulàlia d'Esparreguera (1627 
) que havia començat el seu pare, va fer alguna reparació al del monestir de Montserrat, feu l'orgue de la Capella del Claustre de Solsona, el de l'església dels Sants Just i Pastor (Barcelona) (1632) i, després de moltes intervencions en diversos llocs (catedral de Solsona, reestructuració el 1630, catedral de Barcelona, reparació el 1646), emprengué l'obra del gran orgue del Sant Esperit de Terrassa (1630-1649), a sota del qual va ser enterrat a petició pròpia.